# 五下分結
五下分結（ごげぶんけつ、梵: āvarabhāgīya saṃyojana、巴: orambhāgiya-saṃyojana）とは、仏教において衆生を「欲界」へと縛り付ける「5つの束縛」としての煩悩の総称。「下分」（げぶん）とは「下の領域」すなわち「欲界」のこと。「結」（巴: saṃyojana, サンヨージャナ）とは「束縛」のこと。
釈迦は五下分結を捨断するために、四念処を修習すべきだと説いている。

## 内容
Pañcimāni bhikkhave orambhāgiyāni saññojanāni. Katamāni pañca:

Sakkāyadiṭṭhi, vicikicchā, sīlabbataparāmāso, kāmacchando, byāpādo. Imāni kho bhikkhave pañcorambhāgiyāni saññojanāni.
比丘たちよ、これら五つの下分結がある。いかなる五か。

有身見、疑、戒禁取、欲愛、瞋恚である。比丘たちよ、これら五つの下分結がある。
—パーリ仏典,  増支部九集, Sāvatthinidānaṃ, Sri Lanka Tripitaka Project
五下分結の内容は以下の通り。
1. 有身見（うしんけん、梵: satkāya-dṛṣṭi、巴: sakkāya-diṭṭhi） - 五蘊を自己とみなす見解[2]
2. 疑（ぎ、梵: vicikitsā、巴: vicikicchā） - 疑い
3. 戒禁取（かいごんしゅ、梵: śīlavrata-parāmārśa、巴: sīlabbata-parāmāsa） - 誤った戒律・禁制への執着
4. 欲愛（よくあい、梵: 巴: kāmacchando）- 五欲（Kāma）への欲・執着[2]
5. 瞋恚（しんに、梵: pratigha、巴: paṭigha） - 怒り

五蓋とは2及び4-5が共通、三結とは1-3が共通しており、包括した関係になっている。

## 四向四果との関係
四向四果における不還果に到達すると、欲界への執着が断ち切られ、この五下分結も消え去る。
預流果に達した段階で、既に五下分結の3-5である「三結」は絶たれており、続く一来果で4-5が弱まり、不還果で4-5が絶たれ、欲界への再生と完全に断ち切られることになる。
| 四向四果 (解脱の10ステップ, パーリ経蔵による) | |              |                               |
| 到達した境地(果位)                            | 解放された結                                                                                           | 解放された結 | 苦が終わるまでの輪廻          |
| 預流                                          | 1. 有身見 (我が恒久であるという信条) 2. 疑（教えに対しての疑い） 3. 戒禁取（誤った戒律・禁制への執着） | 下分結       | 最大7回、欲界と天界を輪廻する |
| 一来                                          | 1. 有身見 (我が恒久であるという信条) 2. 疑（教えに対しての疑い） 3. 戒禁取（誤った戒律・禁制への執着） | 下分結       | 一度だけ人として輪廻する      |
| 不還                                          | 4. 欲への執着（欲愛） 5. 憤怒（瞋恚, パティガ）                                                        | 下分結       | 欲界及び天界には再び還らない  |
| 阿羅漢                                        | 6. 色貪 7. 無色貪 8. 慢, うぬぼれ 9. 掉挙 10. 無明                                                     | 上分結       | 三界には戻らず輪廻から解放    |